# ATP Challenger Newport Beach
Das ATP Challenger Newport Beach (offizieller Name: Oracle Challenger Series – Newport Beach) war ein zwischen 2018 und 2020 stattfindendes Tennisturnier in Newport Beach. Es war Teil der ATP Challenger Tour und wurde im Freien auf Hartplatz ausgetragen.

## Liste der Sieger

### Einzel
| Jahr | Sieger               | Finalgegner        | Ergebnis      |
| ---- | -------------------- | ------------------ | ------------- |
| 2020 | Thai-Son Kwiatkowski | Daniel Elahi Galán | 6:4, 6:1      |
| 2019 | Taylor Fritz (2)     | Brayden Schnur     | 7:67, 6:4     |
| 2018 | Taylor Fritz (1)     | Bradley Klahn      | 3:6, 7:5, 6:0 |

### Doppel
| Jahr | Sieger                            | Finalgegner                       | Ergebnis  |
| ---- | --------------------------------- | --------------------------------- | --------- |
| 2020 | Ariel Behar Gonzalo Escobar       | Antonio Šančić Sam Weissborn      | 6:2, 6:4  |
| 2019 | Robert Galloway Nathaniel Lammons | Romain Arneodo Andrej Wassileuski | 7:5, 7:61 |
| 2018 | Jamie Cerretani Leander Paes      | Treat Huey Denis Kudla            | 6:4,7:5   |